# Donna Shopping
Donna Shopping è una rete televisiva tematica italiana.

## Storia
L'emittente, gestita da Ok Italia 2.0 S.r.l., risulta disponibile a partire dal 1º gennaio 2019, dopo il cambio di LCN di Donna TV sul canale 62. Su Donna Shopping viene trasferita la gran parte delle televendite prima in onda su Donna TV e vanno in onda anche alcuni programmi di lottologia. Dal 10 luglio dello stesso anno, le trasmissioni di lotto su Donna Shopping vedono l'introduzione del marchio "Quadrifoglio TV 163", associato al gruppo Quadrifoglio già attivo con canali alle LCN 162, 230, 232 e 237. Dal febbraio 2020 Donna Shopping non trasmette più programmi di lottologia ma aggiunge una lunga fascia di video musicali dalle 20 alle 10 del mattino.
Nel marzo seguente, viene aperta la nuova emittente Donna Shopping 2, disponibile all'LCN 235 sul mux ReteA2 (con identificativo "Rainbow" e banda e numerazione fornite da Gold TV), con programmazione analoga a quella del canale principale. Un duplicato di Donna Shopping viene aggiunto all'LCN 225 su alcuni mux locali nel nord-ovest. Le trasmissioni di Donna Shopping saranno in seguito ripetute, fino a luglio, dai canali nazionali 249 TV e Uno TV (LCN 249 e 270).
A inizio agosto 2020, Donna Shopping riorganizza la propria diffusione e diventa disponibile momentaneamente in quattro versioni diverse:
- "Donna Shopping 3 - canale 163" (identificata "Donna Shopping") in nazionale sull'LCN 163 sul mux ReteA2;
- "Donna Shopping 2 - canale 235" (identificata "Rainbow"), in nazionale sull'LCN 235 sul mux ReteA 2;
- "Donna Shopping - canale 255" sui mux locali con LCN 255;
- "Donna Shopping - rete 182" (identificata "Rete182") visibile solo nel nord Italia con LCN 182 sul mux interregionale di Studio 1.

Tuttavia, già il 19-20 agosto l'LCN 163 viene ceduta all'emittente "Quadrifoglio TV 163", già presente in passato, e completamente dedicata alla lottologia (anche se l'identificativo resta erroneamente "DONNA SHOPPING"); in contemporanea i loghi delle tre varianti rimanenti dell'emittente vengono uniformati in "Donna Shopping - canale 182", "Donna Shopping - canale 235" e "Donna Shopping - canale 255", mantenendo gli stessi identificativi. Dal 26 agosto la versione con LCN 255 trasloca progressivamente anch'essa in nazionale, ospitata dal mux Dfree e identificata semplicemente "DONNASHOPPING".
Dal 3 settembre al 20 novembre 2020 i programmi di Donna Shopping vanno in onda anche sull'emittente interregionale Canale 227 visibile nel nord-ovest, che tuttavia utilizza solitamente anche il proprio logo.
Il 2 novembre 2020 Rete182 sul mux Studio1 viene definitivamente rinominato "Donna Shopping182".
Il 1º febbraio 2021 l'identificativo errato di Donna Shopping sull'LCN 163 del mux Rete A 2 viene corretto, grazie all'esordio su quella numerazione della nuova emittente GO-TV. Dalla stessa data, AIR ITALIA (LCN 138) ritrasmette dalle ore 10 alle 14 lo stesso programma di Donna Shopping - canale 235, utilizzando tuttavia solo il proprio logo di rete.
Il 18 marzo 2021 compare sul mux Studio1 un canale identificato "FASCINO TV" all'LCN 231, che risulta un duplicato (con parametri tecnici diversi) di Donna Shopping - canale 235; solo dal 25 al 31 marzo trasmette con un proprio originale logo di rete. In seguito, il 31 marzo Fascino TV esordisce anche in nazionale sul mux Rete A 2.
Dal 2 aprile 2021 le numerazioni 231 e 235 trasmettono il segnale unificato a logo "Donna Shopping - Fascino TV"; la numerazione 235 verrà poi abbandonata il 16 aprile e sostituita dal redivivo canale "Rainbow", mentre il 21 aprile Fascino TV resterà solo sul mux Rete A 2. Perciò al momento il gruppo Donna Shopping era formato da:
- "Donna Shopping - canale 182" (identificata "DONNA SHOPPING182") visibile solo nel nord Italia con LCN 182 sul mux interregionale di Studio 1;
- "Donna Shopping - Fascino TV", in nazionale con LCN 231 sul mux ReteA 2;
- "Donna Shopping - canale 255" (identificata "DONNASHOPPING") , in nazionale sull'LCN 255 sul mux Dfree.

Il 31 agosto 2021 Fascino TV ha terminato le trasmissioni ed è stata eliminata; in contemporanea le due Donna Shopping sulle numerazioni 182 e 255 hanno adottato un nuovo logo di rete unificato senza indicazioni di canale, ma le programmazioni restano differenziate. Dal 6 settembre l'LCN 231 è stata nuovamente occupata con l'identificativo "Fascino TV" sul mux Dfree, ma stavolta il canale trasmesso è un duplicato del canale 255. Dal 13 ottobre il canale unificato alle LCN 231 e 255 trasmette con il doppio logo "Donna Shopping - Fascino TV", mentre l'LCN 182 continua a trasmettere programmi diversi con il solo logo "Donna Shopping".
Da inizio gennaio 2022 la numerazione 255 si trasferisce sul mux Retecapri, e la programmazione dei canali 182 e 255 è unificata con il logo "Donna Shopping - Erbemedicali".